# Grupa Fogaraska
Grupa Fogaraska 531.1 – podgrupa górska rumuńskich Karpat Południowych. Nazwa pochodzi od najwyższego pasma – Gór Fogaraskich.
Grupa Fogaraska otoczona jest od zachodu przez rzekę Olt, a od wschodu przez przełęcz Rucăr-Bran i rzekę Dâmboviţa.
Podział geograficzny:
- Masyw Cozia(inne języki)
- Góry Fogaraskie
- Góry Frunții(inne języki)
- Masyw Ghițu(inne języki)
- Góry Iezer-Păpușa(inne języki)
- Góry Țaga(inne języki)